# Allen Thurman

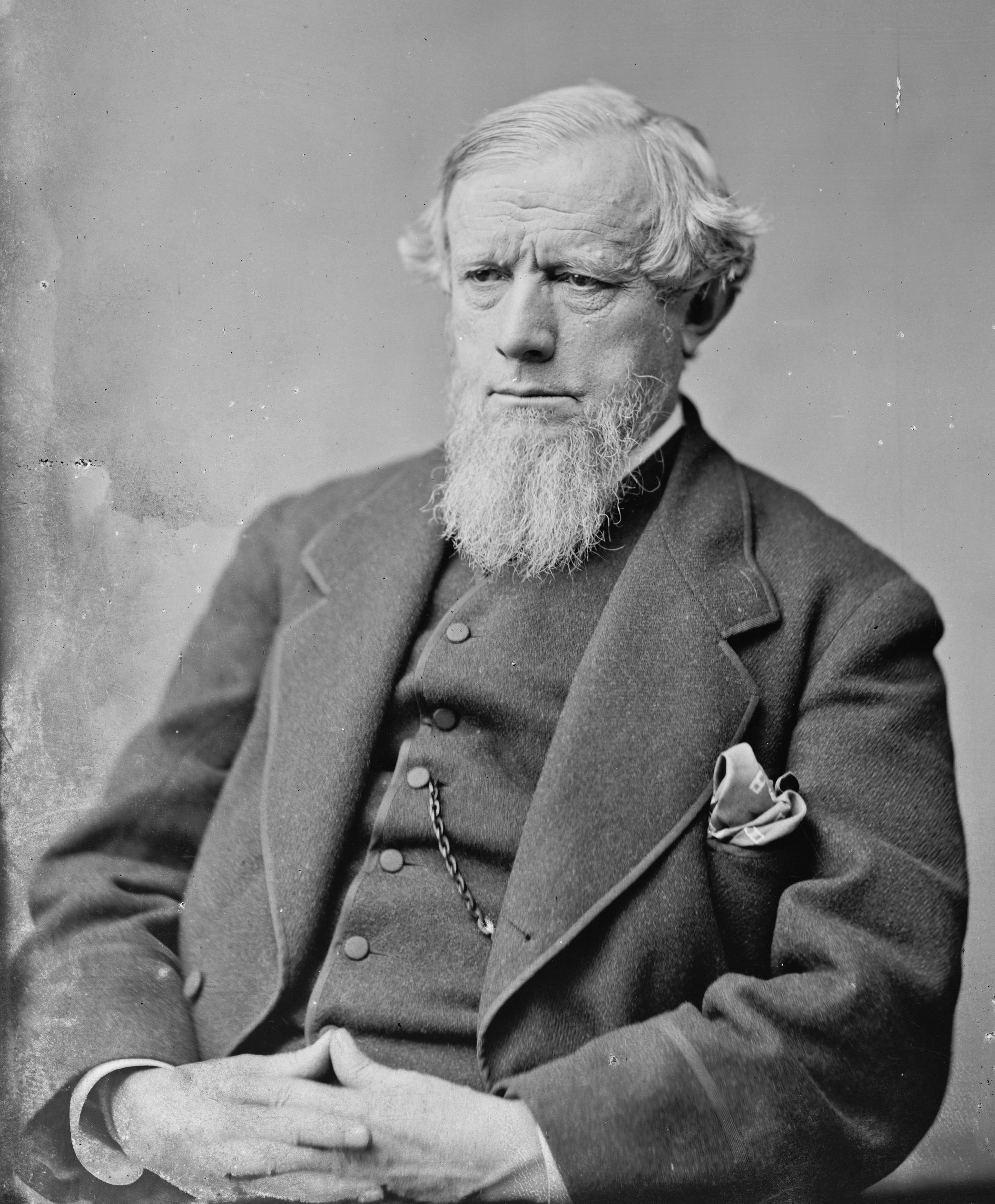
Thurman

Allen Granberry Thurman (13 november 1813 - 12 december 1895) was een Democratisch lid van het Amerikaanse Huis van Afgevaardigden en senator uit Ohio. Bij de Amerikaanse presidentsverkiezingen van 1888 was hij de Democratische kandidaat voor het Amerikaans vicepresidentschap. Hij was daarmee de running mate van presidentskandidaat Grover Cleveland. Hoewel het duo in totaal het grootste aantal stemmen kreeg werden de verkiezingen gewonnen door de Republikeinse kandidaat Benjamin Harrison en zijn running mate Levi P. Morton, die een meerderheid behaalden in het kiescollege.
- Gemeinsame Normdatei: 1122653980
- International Standard Name Identifier: 0000 0000 7395 7867
- Library of Congress Control Number: n85808912
- National Archives and Records Administration: 187806178
- SNAC: w6cc0z7r
- Biographical Directory of the United States Congress: T000251
- Virtual International Authority File: 65474584
- WorldCat: E39PBJdRtC4KTQhHt7xkfgRqcP